# Ball de cavallets de Sant Feliu de Pallerols
El Ball de cavallets, gegants i mulassa de Sant Feliu de Pallerols és l'activitat més destacada de la Festa Major de Sant Feliu de Pallerols, declarada Festa tradicional d'interès nacional per la Generalitat de Catalunya el 18 de maig de 1999.
Aquesta festa major se celebra cada any entre mitjan maig i mitjan juny, coincidint amb la festivitat de la Segona Pasqua o Pasqua Granada. Els seus actes centrals tenen lloc entre el divendres anterior a la diada de Pasqua de Pentecostes i el dimarts següent. L'element més destacat d'aquesta Festa Major, que pel que fa a la resta d'actes segueix l'esquema típic i tradicional de les Festes Majors de la Catalunya Vella, és l'esmentat Ball de Cavallets, Gegants i Mulassa, anomenat popularment la Matadegolla. Aquesta dansa, tan curiosa com original, és considerada pels experts com un valuós document de la dansa tradicional catalana, i la seva implantació i l'origen que la motivaren ens resulten, ara com ara, totalment incerts i desconeguts.
Aquest ball, les primeres referències escrites del qual es remunten al segle xviii, és el símbol de la celebració i, fins a cert punt, de la població en general. Tal com el seu nom indica, els elements que el protagonitzen són una mulassa, una parella de gegants i vuit cavallets que presenten l'original característica de ballar plegats. Durant l'any, la Matadegolla només es pot contemplar les tres vegades que s'executa per la Festa Major. La primera és el dissabte de la Segona Pasqua, a partir de les cinc de la tarda, durant la cercavila, moment en què la música és interpretada per un violinista. Les altres dues ocasions per veure’l són a les ballades que tenen lloc el diumenge i el dilluns, a les sis, a la plaça de l'Església i a la plaça del Firal respectivament, ballades en què la dansa és acompanyada per una cobla.
De totes les figures, 4 cavallets representen cavallers cristians, i 4 representen l'exèrcit sarraí. Hi ha hagut tres generacions de Cavallets: els més antics eren de fusta, amb caps petits i sense volum, i es van utilitzar fins a la dècada del 1910. Posteriorment es van substituir per uns cavallets de cartró, amb volum i molt més realistes, que es van cremar l'any 1960. Llavors es van construir els cavallets definitius, i el 1993 es van estrenar les rèpliques de fibra de vidre. El 1994 s'incorporen 8 cavallets més, que porten els balladors infantils.
Els dos capitans porten espases i la resta llances. Els cavallets eren ballats pels hereus de les cases principals del poble. El dret a ballar un cavallet era una prova de jerarquia, i es transmetia de pares a fills. Les famílies havien de costejar els guarniments del cavallet, que es realitzava amb domassos, cobrellits, mocadors, mantellines i altres robes de gran riquesa, i existia una rivalitat per aconseguir la indumentària més lluïda.

## El Ball
El Ball de Cavallets, Gegants i Mulassa de Sant Feliu de Pallerols consta de quatre danses diferents anomenades Ball Pla, Matadegolla, Contrapàs i Sardana Curta. Es tracta d'un ball de turcs i cavallets, la representació d'una lluita entre sarraïns i l'exèrcit de Carlemany. El ball es considera un conjunt compilador i representatiu dels gèneres propis de dansa catalana a les comarques gironines: el ball pla, el contrapàs i la sardana curta. La Mulassa no pren part en la dansa, sinó que volta per la plaça espantant les criatures.
El Ball Pla serveix de presentació dels dos bàndols i la preparació per la lluita amb una reverència. És l'única manifestació documentada de ball pla realitzat amb cavallets.
La Matadegolla és el motiu principal de l'entremès, i segurament la dansa més primitiva de tot el conjunt. Per això ha acabat donant nom al ball en general i fins i tot, a la Festa Major. Es tracta d'una peça d'estil únic a Catalunya, i escenifica la batalla entre els dos bàndols, que acaba amb victòria cristiana.
El Contrapàs és considerada la celebració religiosa de la victòria, en acció de gràcies a Déu. La seva melodia original, que porta per títol Contrapàs dels Boigs es va recuperar l'any 1996, i té una estructura musical irregular, amb frases de 2, 3, 4 i 5 compassos. Seguidament, la Sardana Curta, que és l'homòleg laic del contrapàs. Inclou dues peces, l'Antiga, d'autor anònim, i La Pastoreta, escrita per Narcís Paulís l'any 1955 a partir d'una cançó popular. Tant el contrapàs com la sardana curta de Sant Feliu són les úniques manifestacions documentades d'aquests balls realitzats amb gegants.